# Junts per Catalunya
Junts per Catalunya (kurz Junts; als Wahlbündnis JuntsxCat; deutsch: „Zusammen für Katalonien“) ist eine katalanische separatistische politische Partei. Ursprünglich wurde sie als Wahlbündnis um den abgesetzten katalanischen Präsidenten Carles Puigdemont für die Parlamentswahl in Katalonien im Dezember 2017 gegründet, bestehend aus der PDeCAT und Parteilosen. Im Juli 2018 wurde sie als Partei registriert.

## Geschichte

### Hintergrund
Nachdem sich die offen separatistischen Parteien nicht auf eine gemeinsame Wahlliste einigen konnten, wie dies mit JxSí für die vorherige Wahl 2015 erfolgt war, entschied sich Puigdemont nicht ausschließlich mit seiner Partei, PDeCAT, anzutreten. Somit wurde das Bündnis Junts per Catalunya zusammen mit parteilosen Unabhängigkeitsbefürwortern gegründet.

### Katalanische Wahl 2017
Bei der Wahl zum Regionalparlament war JuntsxCat die stärkste Partei der Unabhängigkeitsbefürworter mit 34 Abgeordnetenmandaten, insgesamt stärkste Partei wurden jedoch die Ciutadans, die die Unabhängigkeit ablehnen. Zusammen mit den bisherigen separatistischen Koalitionspartnern ERC und CUP erhielt die Partei eine knappe Mehrheit im Parlament (70 Stimmen von 135); 5 der separatistischen Abgeordneten (davon drei von JxCat: Carles Puigdemont, sowie Lluís Puig und Clara Ponsatí) standen jedoch unter Haftbefehl wegen Aufruhr, Rebellion und Veruntreuung öffentlicher Mittel und befanden sich auf der Flucht in Belgien, konnten somit nicht an den Sitzungen teilnehmen und abstimmen. Des Weiteren sind zwei Abgeordnete der JxCat in Untersuchungshaft (Joaquim Forn und Jordi Sanchez), konnten aber ihre Stimme mit Zustimmung des zuständigen Haftrichters delegieren.
Ende März 2018 wurden fünf weitere ehemalige separatistische Minister der Regierung Puigdemont festgenommen (darunter auch der am 22. März zur Wahl als Ministerpräsident erfolglos kandidierende Jordi Turull), wenig später wurde auch Puigdemont aufgrund eines neuerlichen Europäischen Haftbefehls vorübergehend in Deutschland festgesetzt, konnte aber seine Stimme delegieren. Der auf Listenplatz 11 gesetzte Quim Torra wurde am 14. Mai 2018 mit Unterstützung der ERC (und bei Enthaltung der CUP) im zweiten Wahlgang knapp zum neuen Regionalpräsidenten der Generalitat gewählt.

### Wahlen 2019
Bei der spanischen Parlamentswahl 2019 erhielt JuntsxCat 500.787 Stimmen (12,1 % in Katalonien) und damit sieben Mandate im Abgeordnetenhaus sowie zwei im Senat.
Bei der Europawahl 2019 entfielen auf JuntsxCat 1.025.411 Stimmen (28,5 % in Katalonien) und damit zwei Mandate. Die gewählten Abgeordneten Carles Puigdemont und Antoni Comín sind weiterhin in Belgien, um einer Festnahme in Spanien zu entgehen. Sie legten daher nicht wie nötig in Madrid den Eid auf die spanische Verfassung ab.

### Bruch mit der PDeCAT und Verselbständigung
Junts per Catalunya wurde bereits im Juli 2018 als formal eigenständige Partei im Parteienregister eingetragen. Dies geschah auf Betreiben der PDeCAT vornehmlich um sich die Bezeichnung „Junts“ bzw. „Junts per Catalunya“ für zukünftige Wahlen (quasi als Marke) zu sichern. Dies stellt in Spanien, wo die Gründung und Eintragung einer Partei nur von einigen formellen Voraussetzungen abhängig ist, keine Seltenheit dar und wird auch von anderen politischen Lagern häufiger so gehandhabt. In Spanien spricht man von „instrumentalen Parteien“ (partidos instrumentales), die zwar als juristische Person existent sind, aber keine eigene politische Tätigkeit entfalten, sondern zu anderen Zwecken (wie dem der Sicherung der Bezeichnung) gegründet werden.
Im Sommer 2020 gelang es einer Gruppe um Puigdemont, Junts per Catalunya zu verselbständigen. Auf einem Online-Kongress im August 2020 wurden der weiterhin im Exil in Belgien lebende Puigdemont zum neuen Parteivorsitzenden und der wegen der separatistischen Bestrebungen inhaftierte Jordi Sànchez zum Generalsekretär gewählt.
Die PDeCAT kritisierte die Übernahme der bisher instrumentalen Partei durch Puigdemont als „betrügerisches Manöver“. Sie scheiterte vor Gericht jedoch mit dem Versuch, diese durch einstweilige Verfügung zu unterbinden. Die Mehrheit der 2017 über die Liste Junts per Catalunya in das katalanische Regionalparlament gewählten Abgeordneten schlossen sich der von Puigdemont geführten Partei an.

### Regionalwahl 2021
Infolge des Bruchs zwischen Junts per Catalunya und PDeCAT traten die beiden Parteien bei der Wahl zum Regionalparlament vom 14. Februar 2021 jeweils mit eigenen Listen an. Die Kandidatur von Junts per Catalunya wurde u. a. von Crida Nacional per la República (CNxR), Acció per la República (AxR), Els Verds - Alternativa Verda (EV–AV), Reagrupament (RI.cat), Demòcrates de Catalunya (DC), Moviment d'Esquerres (MES) und Solidaritat Catalana per la Independència (SI) unterstützt. Mitglieder dieser Gruppierungen traten auch auf Listen von Junts per Catalunya zur Wahl an.
Bei der Wahl belegte Junts per Catalunya sowohl nach Stimmen als auch nach Mandaten mit einem Stimmenanteil von 20 % und 32 errungenen Mandaten knapp hinter der PSC (23 % und 33 Mandate) und der ERC (21 % und 33 Mandate) den dritten Platz. Der PDeCAT gelang mit nur knapp 3 % der Stimmen der Einzug in das Regionalparlament nicht mehr. Junts ging daraufhin eine von der ERC geführte Koalition unter Ministerpräsident Pere Aragonès ein. 2022 kam es zum Bruch in der Koalition und Junts verließ die Regierung.
In einer Mitgliederbefragung stimmten im  Herbst 2022 55,73 % der Teilnehmer dagegen, die nach der Regionalwahl eingegangene Koalition mit der ERC fortzusetzen.

### Regionalwahl 2024
Bei der Regionalwahl 2024 erreichte Junts mit dem Spitzenkandidaten Puigdemont den zweiten Platz (22,5 %).